# فین توتر
فین توتر (انگلیسی: Finn Tveter; ۱۹ نوامبر ۱۹۴۷ – ۳۰ ژوئیهٔ ۲۰۱۸) حقوقدان، و قایقران روئینگ اهل نروژ بود.